# Lorüns
Lorüns è un comune austriaco di 288 abitanti nel distretto di Bludenz, nel Vorarlberg.